# Thomas Manss
Thomas Manss (* 1960 in Gütersloh) ist ein deutscher Grafikdesigner und Art Director. 2002 führte ihn die britische Zeitung Independent on Sunday in ihrer Liste der zehn führenden Grafikdesigner Großbritanniens. Er lebt und arbeitet in London und Berlin.

## Leben und Werk
Manss wurde als Sohn eines Architektenpaars geboren. Er besuchte das Evangelisch Stiftische Gymnasium Gütersloh, studierte Visuelle Kommunikation an der Fachhochschule Würzburg und startete seine Karriere bei Erik Spiekermanns MetaDesign in Berlin, wo er u. a. an der Entwicklung des Leitsystems der Berliner Verkehrsbetriebe beteiligt war. Ab 1985 betreute er bei Sedley Place Design Designprogramme für Auftraggeber wie Volkswagen, Schering, die Deutsche Bundespost und die Deutsche Bundesbank.
1989 wechselte er zur Londoner Agentur Pentagram Design und arbeitete zusammen mit Alan Fletcher an Erscheinungsbildern für Scandinavian Airlines, das Barbican Centre und das Shakespeare’s Globe Theatre. Für den von Norman Foster neu gebauten Flughafen London-Stansted kreierte er mit Fletcher das Wegeleitsystem. 1992 wurde er zum Associate ernannt und war verantwortlich für die Entwicklung einer neuen Corporate Identity für Shilla Hotels in Korea, Ausstellungsdesign für das Britische Design Council sowie einen Wettbewerbsbeitrag für den neuen Auftritt der Hauptstadt Berlin.
1993 gründete Thomas Manss sein eigenes Designbüro Thomas Manss & Company in London. Nach einer dreijährigen Lehrtätigkeit an der Fachhochschule Potsdam als Gastdozent für Corporate Identity folgte 1996 die Gründung eines zweiten Büros in Berlin. Zu seinen Auftraggebern gehören der britische Lautsprecherhersteller Bowers & Wilkins, Hotel Arts Barcelona, die Meoclinic in Berlin, Tate Modern und Tate Britain, The British Museum und die Londoner National Portrait Gallery, die Wirtschaftsprüfungsgesellschaft Deloitte, der Möbelhersteller Vitsœ und das Internationale Design Zentrum Berlin.
Seine Reputation spiegelt sich in zahlreichen Veröffentlichungen und Auszeichnungen der Arbeiten in Deutschland, Großbritannien, Holland und Russland und auf der Grafik Design-Biennale in Brno wider. Thomas Manss ist Mitglied des britischen Art Directors Clubs D&AD, der Society of Typographic Designers und wurde 1994 zum Fellow der Chartered Society of Designers und 1996 zum Fellow der Royal Society of Arts berufen.
Manss ist für zahlreiche internationale Architekten tätig. Er kreierte Erscheinungsbilder, Werkbücher sowie Wegeleitsysteme u. a. für Foster + Partners, Nicholas Grimshaw, John McAslan + Partners, Zaha Hadid, Tadao Ando und Hascher Jehle. Er übernahm zudem die Beschriftung der permanenten Ausstellung im Berliner Reichstag und gestaltete eine Vielzahl von Büchern für Norman und Elena Foster. Für das Buch Foster 40 zum vierzigjährigen Bestehen des Architekturbüros erhielt Thomas Manss & Company diverse Designpreise wie den iF Design Award, eine Auszeichnung der schönsten deutschen Bücher sowie eine Nominierung für den Designpreis der Bundesrepublik Deutschland 2010.

## Publikationen
- Ordnung & Eccentricity, Die Gestalten Verlag Berlin (2002), ISBN 978-3-931126-81-0
- Thomas Manss & Company, av edition Ludwigsburg (2008), ISBN 978-3-89986-089-4